# بني عوف (الخبت)

تعديل مصدري - تعديل

بني عوف هي إحدى قرى عزلة جبع بمديرية الخبت التابعة لمحافظة المحويت، بلغ تعداد سكانها 817 نسمة حسب تعداد اليمن لعام 2004.